# Bill Lipinski
William Oliver Lipinski, detto Bill (Chicago, 22 dicembre 1937), è un politico statunitense, membro della Camera dei Rappresentanti per lo stato dell'Illinois.

## Biografia
Nato e cresciuto nell'Illinois, dopo il college Lipinski si dedicò alla politica come membro del Partito Democratico e venne eletto all'interno del consiglio comunale di Chicago.
Nel 1982 sfidò nelle primarie il deputato in carica John G. Fary e riuscì a sconfiggerlo con ampio margine, venendo quindi eletto alla Camera dei Rappresentanti. Lipinski venne riconfermato altre quattro volte.
Nel 1992, a causa della ridefinizione dei distretti congressuali, Lipinski si trovò a concorrere contro il compagno di partito e deputato in carica Marty Russo. A sorpresa Lipinski riuscì a battere Russo e venne rieletto deputato, per poi essere riconfermato dagli elettori per altri cinque mandati. Nel 2004 inizialmente si candidò per la rielezione, ma durante la campagna elettorale annunciò il proprio ritiro e venne succeduto dal figlio Dan.
Ideologicamente Lipinski era considerato un moderato molto centrista ed era membro della Blue Dog Coalition.